# Шестой (фрегат, 1774)
«Шестой» — парусный 42-пушечный фрегат Азовской флотилии и Черноморского флота Российской империи.

## Описание фрегата
Один из трёх парусных фрегатов типа «Пятый». Длина судна составляла 38,4 метра, ширина — 9,2 метра, а осадка — 3,4 метра. Вооружение судна состояло из 42-х орудий, а экипаж из 250-ти человек.

## История службы
Фрегат был заложен на Новохопёрской верфи 16 января 1774 года, спущен —  3 мая того же года, вошёл в состав Азовской флотилии. Строительство вёл корабельный мастер И. И. Афанасьев.
В апреле 1776 года был переведён с Дона в Таганрог. В 1777 году выходил в крейсерство к берегам Крыма. В 1778 году в составе отряда выходил в крейсерство в Чёрное море к берегам Крыма и Таманского полуострова, при этом отряд готовился для отражения нападения турецкого флота. В следующем году в составе отряда находился в Керченском проливе. В 1783 году переведён в состав Черноморского флота.
В 1785 году в Херсоне фрегат был разобран.

## Командиры
В разное время командирами фрегата служили:
- С. И. Бестужев (1774 год).
- Н. И. Баскаков (1775 год).
- С. М. Ретюнский (1776—1777 годы).
- В. Ф. Тиздель (1778—1780 годы).